# Enrique Iturriaga
Juan Enrique Iturriaga Romero (Lima, 3 de abril de 1918-ib., 23 de noviembre de 2019) fue un compositor y pedagogo peruano.

## Biografía
Enrique Iturriaga nació en Lima, en 1918, y pasó la mayor parte de su infancia en Huacho, una pequeña ciudad portuaria al norte de la capital peruana. Cuando era niño, Iturriaga no recibió ninguna formación musical formal, pero la música estaba siempre presente en la casa de la familia. Su abuela y sus primos mayores solían tocar el piano durante las reuniones familiares, despertando el interés de Enrique en la música desde una temprana edad, y su padre también lo animó a que tocara el piano. El joven Iturriaga aprendió a tocar la música popular como valses criollos, marineras, tangos, jazz, todo de oído. En las regiones costeras de Perú donde creció, el tipo más común de la música popular durante la primera mitad del siglo xx fue la música criolla.
Aunque la exposición de Iturriaga a la música en sus primeros años era predominantemente a la de los modismos populares, el gramófono Victrola de la familia también le dio la oportunidad de explorar una selección de música y arte. Debido a las dificultades en la grabación de forma adecuada los instrumentos de piano y cuerdas en grabaciones acústicas y eléctricas, la mayor parte del repertorio grabado en la década de 1920 consistió en canciones cortas y arias, pero incluso las grabaciones vocales eran de tan mala calidad que la voz del cantante sonaba como «horrendo grito» y la orquesta que lo acompañaba era casi inaudible. Sin embargo, en un entorno aislado, como la ciudad de Huacho, donde Iturriaga pasó su infancia, las oportunidades de conciertos de música de diferente ángulo artístico son muy raras, y como resultado, Iturriaga podía satisfacer su curiosidad por la música el arte solo por el uso del gramófono.
En 1932, a la edad de catorce años, hizo una audición en Lima para Lily Rosay, maestra de piano en la Academia Sas-Rosay de la Música. A pesar de que no pudo leer música, Iturriaga presentó en audición para Rosay una interpretación en do menor de la Rapsodia húngara No. 2 de Liszt —clave original es diferente—, que aprendió por completo de oído.
Entre 1934 y 1939 estudió piano con Lily Rosay y se inició en el estudio de teoría y armonía con Andrés Sas. Ingresa a la Universidad de San Marcos y estudia en la facultad de letras, posteriormente deja sus estudios para ingresar al Conservatorio Nacional de Música. Allí trabajaría con Rodolfo Holzmann de 1945 a 1950. Entre sus condiscípulos figuran Celso Garrido Lecca y Rosa Alarco.
En el Conservatorio se graduó como profesor de composición. En 1947, cuando aún era alumno obtuvo el Premio nacional Duncker Lavalle por su obra Canción y muerte de Rolando para voz y orquesta, sobre un texto del poeta Jorge Eduardo Eielson. Ha formado un importante número de compositores peruanos. Ha sido director del Conservatorio Nacional de Música.
Formó parte del grupo de compositores peruanos que en los años 1950 renovaron la música académica de su país, mediante la introducción de nuevas técnicas musicales y el perfeccionamiento de la labor musical. En 1950 viajó a Francia con una beca otorgada por el Gobierno de ese país. En París tomó clases con Arthur Honegger. De regreso al Perú se dedicó a la composición y la enseñanza, dirigió diversos coros y participó en el movimiento de música escolar hasta 1958.
Entre los años 1953 y 1960 fue crítico musical del diario El Comercio en Lima.
En abril de 1957 obtuvo el premio Juan Landaeta por su obra Suite para orquesta, en el concurso convocado por el segundo Festival latinoamericano en Caracas. El jurado estaba conformado por Aaron Copland, Alberto Ginastera, Carlos Chávez, Domingo Santa Cruz Wilson y Juan Bautista Plaza. Ese mismo año fue llamado como profesor al Conservatorio Nacional de Música.
En 1963 viajó a los Estados Unidos, invitado para conocer y estudiar la labor de universidades y otras instituciones superiores en el campo de la música. Visitó Columbia en Nueva York, Harvard y el Instituto de Tecnología de Massachusetts en Boston, Berkeley y Standford, Universidad de California en Los Ángeles, Austin, Howard entre otras universidades, además de la Academia Juilliard, la Escuela de Música Eastman y otras instituciones dedicadas a la música. El mismo año viajó a Santiago de Chile, invitado por la Universidad de Chile para asistir a la Segunda Conferencia Interamericana de Educación Musical.
En 1965, el comité para el tercer Festival Iberoamericano de Washington D. C. le encargó una obra sinfónica: Iturriaga compuso Vivencias —cuatro piezas para orquesta— que fuera estrenada por Lukas Foss y la Orquesta Filarmónica de Búfalo, Nueva York.
Entre 1973 y 1976 fue director de la Escuela Nacional de Música. En 1999 se le eligió como director general del Conservatorio Nacional de Música. También ejerció como profesor en la Pontificia Universidad Católica del Perú y la Universidad Nacional Mayor de San Marcos.
El 23 de noviembre de 2019 el compositor orquestal falleció a los 101 años. La noticia fue confirmada por el Gran Teatro Nacional del Perú.

## Obras
Sus obras se sitúan a medio camino entre las tendencias modernistas y las tradicionales, por lo que en sus obras mezcla alternativamente estos estilos.
Entre sus obras más importantes figuran Pregón y danza para piano, Sinfonía Junín y Ayacucho para orquesta sinfónica, Canción y muerte de Rolando para orquesta, Homenaje a Stravinski para orquesta, Cuatro poemas de Javier Heraud para voz y piano, Las cumbres para coro mixto a capela, Vivencias —su única obra serial— para orquesta, Preludio y fuga para un Santiago para metales, entre otros.
Iturriaga es parte de un grupo de compositores peruanos formados por el músico de origen alemán Rodolfo Holzmann. Además de la enseñanza y la crítica, su trabajo de divulgación se amplió con la publicación de los libros La música en el Perú —en coautoría— y Método de composición melódica.

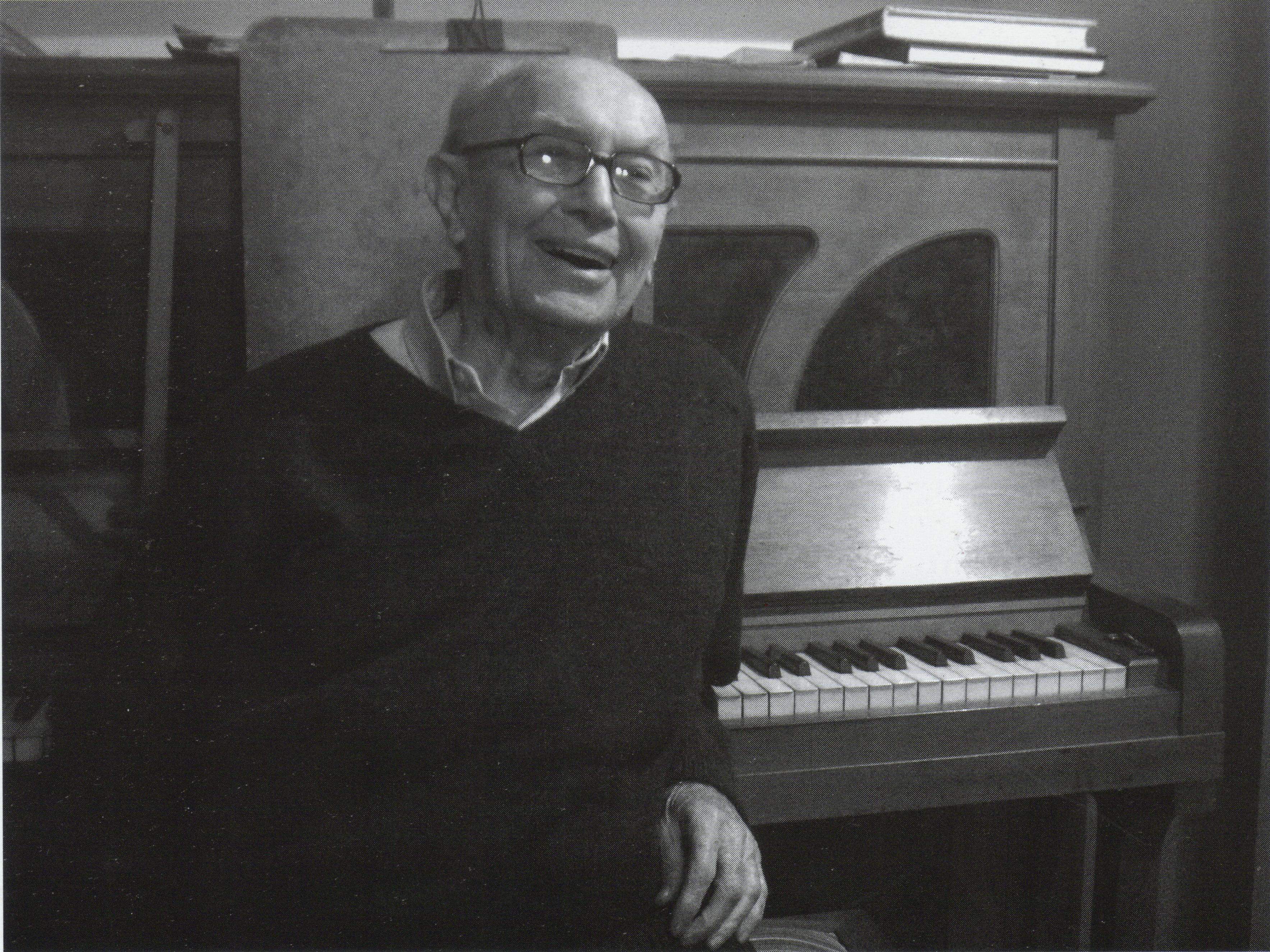
Enrique Iturriaga al cabo de una lección en el Conservatorio Nacional de Música.

## Premios
Iturriaga cosechó reconocimiento desde temprano, cuando en 1947 obtuvo el Premio Dunker Lavalle por su obra para voz y orquesta Canción y muerte de Rolando, inspirada en el conocido poema de Jorge Eduardo Eielson. Dicho certamen lo volvió a ganar en 1971 con Homenaje a Stravinsky para orquesta y cajón solista.
En 1957 obtuvo el Premio Juan Landaeta, Caracas; y en 1965 el Tercer Festival Iberoamericano de Washington le encargó una obra —Vivencias— que fue estrenada por la Orquesta sinfónica de Búfalo.
En 2005 fue galardonado con la Medalla de Honor de la Cultura Peruana del Instituto Nacional de Cultura del Perú.